# ان‌جی‌سی ۱۷۷

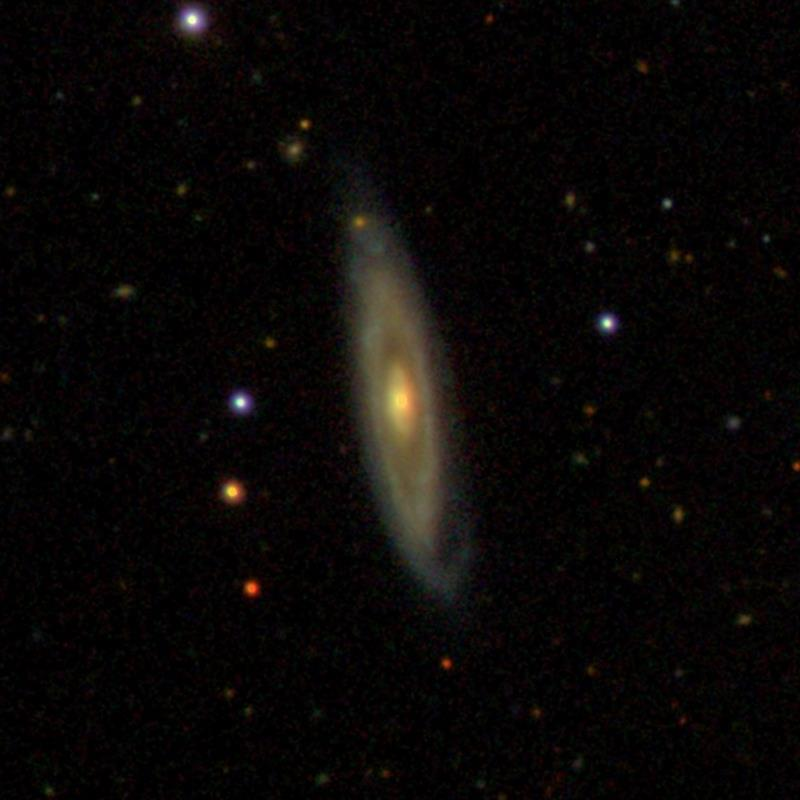
ان‌جی‌سی ۱۷۷

ان‌جی‌سی ۱۷۷ (انگلیسی: NGC 177) نام یک کهکشان در صورت فلکی نهنگ است.